# Curtiss F9C Sparrowhawk
O Curtiss F9C Sparrowhawk foi um caça parasita leve  dos anos 1930 que era transportado por naves-mãe, os dirigíveis USS Akron e USS Macon.